# エルズルム
エルズルム（トルコ語: Erzurum）は、トルコの都市。エルズルム県の県都。人口は約36万人（2010年）。多くの歴史的建造物が残されているほか、ウィンタースポーツも盛んである。2011年における冬季ユニバーシアードの開催地。
2012年の行政区画改編により、エルズルム大都市自治体とエルズルム県は同一の範囲となっている。

## 地理・産業
古来より、黒海とイランを結ぶ交易路の中継地であった。現在もアナトリア半島を横切って、首都アンカラからコーカサス地方に向かう高速道路・鉄道がエルズルムを通過しており、交通・物流の要所として重要な役割を果たしている。海抜約1800メートルの高地に位置しており、周囲を山脈が囲んでいることから、東ローマ帝国時代より砦が設けられ、冷戦期に至るまで軍事拠点としての性格も有していた。トルコ東部に位置しており、アルメニア、ジョージア、イランの国境に近い。近隣の都市としては、約180キロ北西で黒海沿岸に位置するトラブゾンなどが挙げられる。

## 歴史

### ローマ帝国～イスラームの征服
当初、街の名称はテオドシオポリス（Theodosiopolis）であった。これは、東ローマ皇帝テオドシウス2世にちなんだものであり、彼の治世である415年頃に設けられた。いわゆる「絹の道」の途上にあるテオドシオポリス（エルズルム）は、交易・軍事戦略上重要な役割を果たしており、たびたび諸勢力による争奪の的になった。6世紀初頭には一時サーサーン朝ペルシアによって占領された。また、7世紀に成立したイスラーム教の勢力にも一時は征服された。彼らはこの都市を「Kalikala」と称した。11世紀になるとセルジューク朝に征服され、「Arzen Erzen」と称されるようになった。この地域がかつてローマ帝国（ビザンツ帝国）の統治下にあったことを示す「Rum」と結びつき、「Arzen Erzen al-Rum」が変化して現在の都市名に至ったと考えられている。その後、ルーム・セルジューク朝、イル・ハン朝へと受け継がれた。

### オスマン帝国の支配
1515年、オスマン帝国の統治下におかれた。19世紀になると、南下政策をとるロシアに幾度か狙われた。ギリシア独立戦争の際に占領されたが、アドリアノープル条約で返還された。クリミア戦争でも占領は免れたが近くまでロシア軍が迫った。露土戦争でも占領されたが、サン・ステファノ条約で返還された。第一次世界大戦中のエルズルム攻勢(1916年1月10日 - 1916年2月16日)では、一時ロシアに占領された。この大戦中にアルメニア系住民に対する虐殺(アルメニア人虐殺)、ムスリム住民に対する虐殺が起きた。

### トルコ共和国
第一次世界大戦における敗北を受けて、連合国はオスマン帝国を占領し、帝国領土の解体を図った。こうした中で、1919年7月より、ムスタファ・ケマルは、ヒュセイン・ラウフ、キャーズム・カラベキルらとこの地で「エルズルム会議（第1回トルコ大国民会議）」を開催した。この会議において、エルズルムなどの帝国北東部が帝国から分離されないことや、スルタン・カリフ位を維持するために国民軍を結成することなどを声明した。このことが、トルコ革命・トルコ共和国建国につながっていった。第二次世界大戦後、アメリカ合衆国との連携を深めたトルコは、1955年より中東条約機構（のちの中央条約機構）の一員としてソ連と対立した。この冷戦期において、エルズルムは「The Rock」とNATOの暗号で称される重要な軍事拠点でもあった。1980年代には大規模な地震によって多くの犠牲者が出ている。
1993年に大都市自治体に指定され、2004年に指定範囲は知事室周囲半径20kmまでに拡大した。2012年の行政区域改編により大都市自治体の指定範囲はエルズルム県の全域に拡大した。2008年に成立したエルズルムの都心部にあたるパランデケン（Palandöken）、ヤクティイェ（Yakutiye）とアズィズィイェ（Aziziye）の3つの区はそのままエルズルム県の自治体となる。

## 気候
海抜約1800メートルの高地であり、年間を通じて冷涼である。顕著な大陸性気候で夏季は暖かく、日中は30度を超えることもある。冬季は非常に寒冷であり、しばしば-30度以下までさがり、-40度近い気温を観測することもあるほどの酷寒である。最高気温極値は35.6°C（2000年7月31日）、最低気温極値は-37.2°C（2002年12月28日）である。
| エルズルムの気候                                 | エルズルムの気候 | エルズルムの気候 | エルズルムの気候 | エルズルムの気候 | エルズルムの気候 | エルズルムの気候 | エルズルムの気候 | エルズルムの気候 | エルズルムの気候 | エルズルムの気候 | エルズルムの気候 | エルズルムの気候 | エルズルムの気候 |
| 月                                               | 1月              | 2月              | 3月              | 4月              | 5月              | 6月              | 7月              | 8月              | 9月              | 10月             | 11月             | 12月             | 年               |
| ------------------------------------------------ | ---------------- | ---------------- | ---------------- | ---------------- | ---------------- | ---------------- | ---------------- | ---------------- | ---------------- | ---------------- | ---------------- | ---------------- | ---------------- |
| 最高気温記録 °C （°F）                           | 7.7 (45.9)       | 9.6 (49.3)       | 21.4 (70.5)      | 26.5 (79.7)      | 27.2 (81)        | 31.0 (87.8)      | 35.6 (96.1)      | 36.5 (97.7)      | 33.3 (91.9)      | 27.0 (80.6)      | 17.8 (64)        | 14.0 (57.2)      | 36.5 (97.7)      |
| 平均最高気温 °C （°F）                           | −4.4 (24.1)      | −2.5 (27.5)      | 3.0 (37.4)       | 11.5 (52.7)      | 16.9 (62.4)      | 22.0 (71.6)      | 26.9 (80.4)      | 27.6 (81.7)      | 23.1 (73.6)      | 15.4 (59.7)      | 6.5 (43.7)       | −1.3 (29.7)      | 12.06 (53.71)    |
| 平均最低気温 °C （°F）                           | −15.5 (4.1)      | −14.1 (6.6)      | −7.6 (18.3)      | −0.3 (31.5)      | 3.5 (38.3)       | 6.5 (43.7)       | 10.4 (50.7)      | 10.2 (50.4)      | 5.1 (41.2)       | 0.7 (33.3)       | −5.1 (22.8)      | −11.5 (11.3)     | −1.48 (29.35)    |
| 最低気温記録 °C （°F）                           | −36.0 (−32.8)    | −37.0 (−34.6)    | −33.2 (−27.8)    | −22.4 (−8.3)     | −7.1 (19.2)      | −5.6 (21.9)      | −1.8 (28.8)      | −1.1 (30)        | −6.8 (19.8)      | −14.1 (6.6)      | −34.3 (−29.7)    | −37.2 (−35)      | −37.2 (−35)      |
| 降水量 mm （inch）                               | 19.4 (0.764)     | 22.9 (0.902)     | 31.8 (1.252)     | 53.9 (2.122)     | 67.2 (2.646)     | 43.2 (1.701)     | 26.3 (1.035)     | 15.5 (0.61)      | 21.1 (0.831)     | 47.1 (1.854)     | 32.6 (1.283)     | 21.6 (0.85)      | 402.6 (15.85)    |
| 平均降雨日数                                     | 11.7             | 11.4             | 13.0             | 14.7             | 16.9             | 10.8             | 6.4              | 5.4              | 4.6              | 10.5             | 9.9              | 11.2             | 126.5            |
| 平均降雪日数                                     | 12               | 12               | 12               | 5                | 1                | 0                | 0                | 0                | 0                | 1                | 6                | 12               | 61               |
| % 湿度                                           | 79               | 78               | 76               | 67               | 62               | 58               | 52               | 48               | 49               | 64               | 74               | 80               | 65.6             |
| 平均月間日照時間                                 | 93.0             | 109.2            | 151.9            | 180.0            | 241.8            | 303.0            | 344.1            | 331.7            | 267.0            | 204.6            | 132.0            | 86.8             | 2,445.1          |
| 出典1：Devlet Meteoroloji İşleri Genel Müdürlüğü |                  |                  |                  |                  |                  |                  |                  |                  |                  |                  |                  |                  |                  |
| 出典2：Weather2                                  |                  |                  |                  |                  |                  |                  |                  |                  |                  |                  |                  |                  |                  |

## 文化・観光

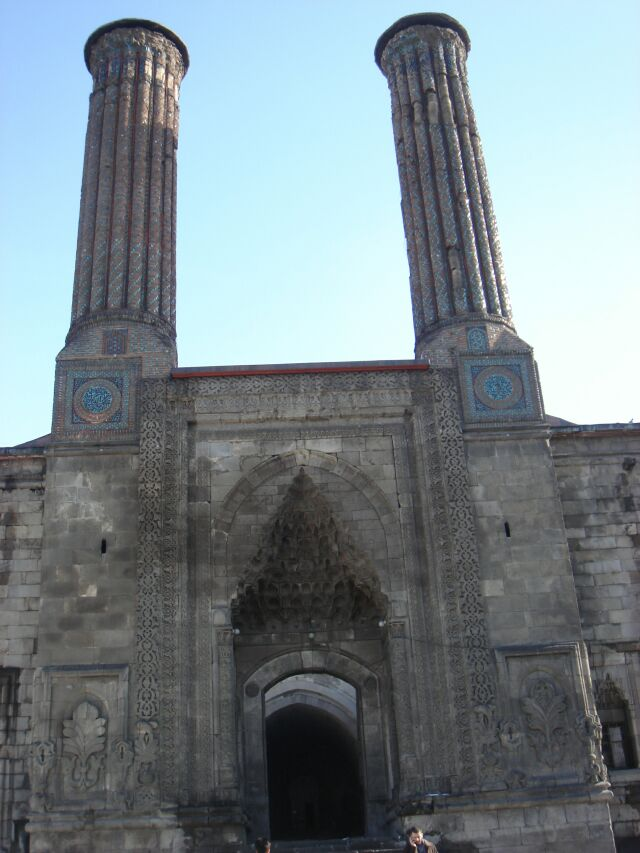
チフテ・ミナーレ・メドゥレセスィ（二つの尖塔を有する神学校（マドラサ）

1957年にはアタテュルク大学が創設され、学生も多く生活する。11世紀に建てられたウル・ジャミイ（最古のモスク）、12世紀に建てられたチフテ・ミナーレ・メドゥレセスィ（二つの尖塔を有するマドラサ）など、セルジューク朝時代の建造物も残されているほか、16世紀に建てられたララ・ムスタファパシャ・ジャミイもある。
高地であるため、ウィンタースポーツも盛ん。2011年にはユニバーシアードの冬季大会が開催された。
スュペル・リグのBBエルズルムスポルが本拠地を置いている。

## 交通
首都アンカラやアルメニアへ鉄道が通じているほか、バス路線を通じてトルコ各地の主要都市へと移動できる。空港も有しており、トルコ空軍も使用している。

## 主な出身者
- ジェマル・ギュルセル（政治家、1961年から1966年までトルコ大統領）